# 本厚木市
本厚木駅のある神奈川県の市とすると、もしかして
- 厚木市

ではありませんか？